# Prințesa Mary Adelaide de Cambridge
Prințesa Mary Adelaide Wilhelmina Elizabeth de Cambridge (27 noiembrie 1833 – 27 octombrie 1897) a fost membră a familiei regale britanice, nepoata regelui George al III-lea. Prin căsătoria cu Francisc, Duce de Teck a deținut titlul de Ducesă de Teck.
Mary Adelaide a fost mama reginei Mary, soția regelui George al V-lea. 